# Kerk van Harich
De kerk van Harich is een kerkgebouw aan de Stinsenwei in Harich in de Nederlandse provincie Friesland. De kerk is erkend als rijksmonument. Het kerkgebouw is in 2021 overgenomen door de Stichting Alde Fryske Tsjerken.

## Beschrijving
De kerk dateert uit 1663. De oude kerk was daarvoor tijdens een storm verwoest. In 1663 kwam de nieuwe kerk gereed. De toren is tijdens de storm blijven staan en dateert deels uit de 12e eeuw. Het onderste deel van de toren is gemaakt van tufsteen. De van bakstenen gemetselde spits van de toren is later aangebracht, mogelijk in 1603. De beide torenklokken werden in 1682 en 1683 gegoten door de klokkengieter Petrus Overney. In de kerk bevindt zich een grafmonument voor de Friese gedeputeerde en grietman van Gaasterland Ulbo Aylva Rengers (1726-1787) en zijn echtgenote en Nicasia van der Haer (1723-1778).
Ter herdenking van de wederopbouw van de kerk in 1663 is een gedenksteen in de muur aangebracht met de volgende tekst:
Dit Huis was Eerst gevelt
Door storrem-windt ter neer
Maar nu ist dus herstelt
Tot Godes eer, en leer:
Sijns volks door SCHELTINGA
Den Grietman van dees kust
Hoort, volgt Gods woort nu na
Op dat uw siele rust 1663
In de kerstnacht van 1979 werd de kerk getroffen door een grote brand. De toren bleef ook dit keer gespaard. De muren van de kerk bleven intact, maar het interieur ging verloren. De kerk werd volledig hersteld en kreeg een nieuw orgel, dat werd gebouwd door het Leeuwarder bedrijf Bakker & Timmenga.

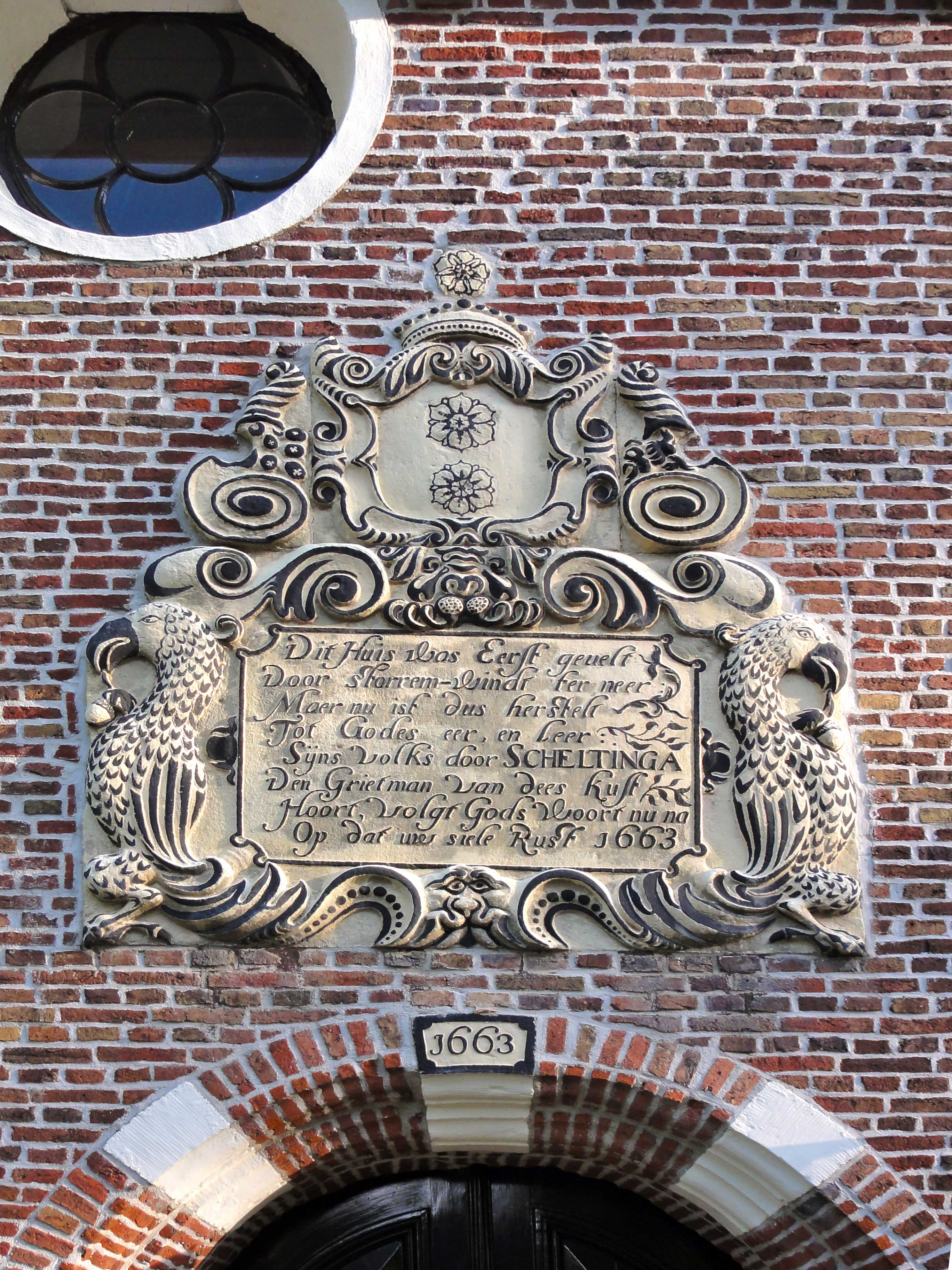
Gedenksteen voor de herbouw van de kerk in 1663